# Ekhart Wycik

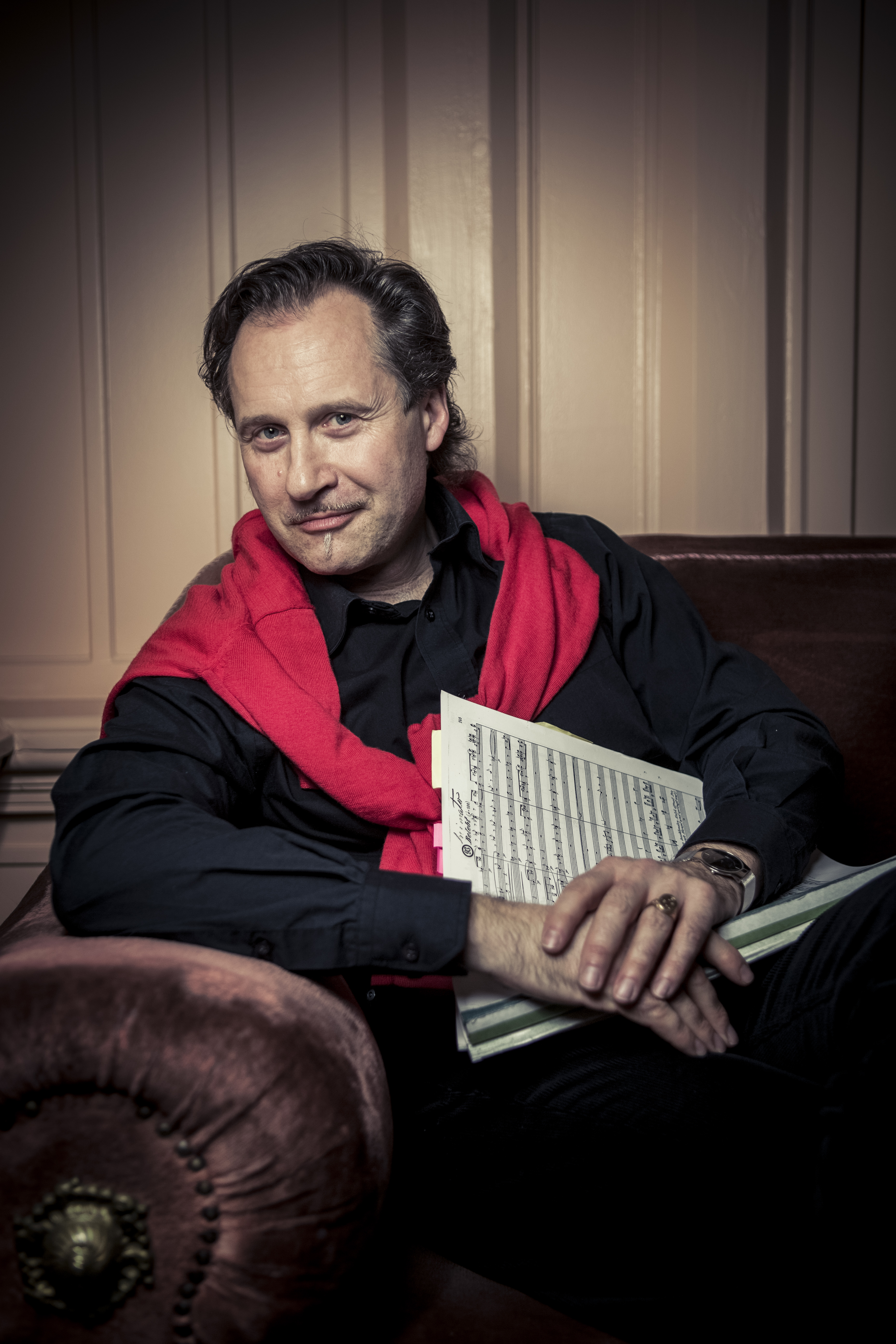
Ekhart Wycik

Ekhart Wycik (* 12. April 1967 in Hagen/Westfalen) ist ein deutscher Dirigent und Hochschulprofessor.

## Leben
Nach dem Abitur am Albrecht-Dürer-Gymnasium Hagen studierte Wycik an der Robert-Schumann-Hochschule Düsseldorf und an der Hochschule für Musik und darstellende Kunst Wien Dirigieren, Liedbegleitung, Musikwissenschaft und Philosophie. 1992 schloss er sein Studium „mit Auszeichnung“ ab. Nach seinem Diplom begann Ekhart Wycik 1992 eine klassische Kapellmeisterlaufbahn, zunächst als Solorepetitor mit Dirigierverpflichtung, dann als Kapellmeister am Theater Bielefeld. Ab 1993 wurde er durch das Dirigentenforum des Deutschen Musikrates gefördert und setzte seine Studien bei Heinz Rögner, Rolf Reuter und Leif Segerstam fort. Zwischen 2005 und 2008 war er Assistent des Dirigenten Gustav Kuhn.
Nach weiteren Theaterstationen war er ab 2006 Erster Kapellmeister und stellvertretender Generalmusikdirektor am Theater Dortmund. Dort arbeitete er u. a. mit den Regisseurinnen Christine Mielitz, Beverly Blankenship und Kerstin Pöhler zusammen.
Er dirigierte in Dortmund u. a. eigene Produktionen von Der Rosenkavalier und Salome, Rigoletto, Cavalleria Rusticana, von Rimsky-Korsakows Goldenem Hahn, Carl Maria von Webers Der Freischütz, den großen Mozart- und Verdi-Opern sowie Repertoire-Vorstellungen von Madama Butterfly, Tosca, Lohengrin und Strawinskys Rake’s Progress.
Gleichzeitig war er Principal Guest Conductor an der Wichita Grand Opera, USA(u. a. Perlenfischer, La Traviata). Seitdem arbeitete er verstärkt international, übernahm immer wieder auch kurzfristig als Einspringer Opern- und Konzertabende, u. a. 2008 am Tiroler Landestheater Innsbruck (Tosca), 2010 am Theater Krefeld und Mönchengladbach (The Rake’s Progress) sowie 2013 an der Nationaloper Tirana (Don Giovanni, Deutsches Requiem).
Andere Dirigate waren 2010 am Seoul Arts Center, 2011 am Staatstheater Darmstadt (Opern-Uraufführung Der Prinz von Jemen)), 2012 an der Scottish Opera (Die Zauberflöte) sowie mehrfach am Teatro Comunale di Bolzano, Italien, (2013 Hänsel und Gretel 2014 Die Zauberflöte) und an der Sarasota Opera, Florida, USA, (2015 Der goldene Hahn; 2016 Fidelio).
Im Konzertbereich arbeitete Ekhart Wycik u. a. mit dem DSO Berlin und den Berliner Symphonikern, mit der Norddeutschen Philharmonie Rostock, der Staatskapelle Halle, dem RSO Saarbrücken, dem WDR-Funkorchester, der Jenaer Philharmonie, dem Bochumer Symphonikern sowie mit Orchestern in Österreich, Ungarn, Griechenland, Großbritannien und den USA. Langjährige Zusammenarbeit verbindet ihn mit dem Orchestra Haydn di Bolzano und mit dem Göttinger Sinfonie-Orchester.
Im November 2018 übernahm er kurzfristig für Christian Thielemann das Finalkonzert des 9. Internationalen Franz-Liszt-Klavierwettbewerbes; im März 2022 sprang er kurzfristig für ein Konzert der Neuen Philharmonie München mit Schostakowitschs 5. Sinfonie im Herkulessaal ein.
2015–2022 war Ekhart Wycik Music Director des Festival Inese Galante in Riga.
Ekhart Wycik trat immer wieder auch als Klavierbegleiter hervor, so mit Susan Maclean (Oetkerhalle Bielefeld), Daniel Lewis Williams, Laurie Gibson und Markus Brück.

## Unterrichtstätigkeit
Seit 2003 unterrichtet Ekhart Wycik an Musikhochschulen. Lehraufträge für Opernschule (ab 2003 HfM Saarbrücken, ab 2010 HfMT Köln) und Dirigieren (RSH Düsseldorf, ab 2010). 2011 als DAAD-Stipendiat für eine Gastprofessur an der Jacobs School of Music, Indiana University/Bloomington, USA. Dort war er neben einem Sinfoniekonzert für die Neueinstudierung von Strauss’ „Rosenkavalier“ verantwortlich.
Im Oktober 2016 wurde Wycik zum Professor für Orchesterdirigieren an die Hochschule für Musik Franz Liszt Weimar berufen. Die von ihm gegründete Gesprächsplattform ACCADEMIA mit Studierenden im Institut für Dirigieren an der HfM Franz Liszt Weimar thematisiert gesellschaftliche, philosophische Fragen der Arbeitswelt der Zukunft.
Parallel zu seinen dirigentischen Aktivitäten arbeitete Wycik auch im Bereich Kulturmarketing und Musikvermittlung, so u. a. 2003–05 als Rundfunkmoderator bei SR2 KulturRadio. Er ist Autor verschiedener Aufsätze und Studien zum Zusammenwirken von Kultur, Kunst und Gesellschaft und gab Vorträge und Interviews zu musikalischen und gesellschaftlichen Themen (u. a. Bayerischer Rundfunk, SR2 KulturRadio, DeutschlandRadio Berlin, Deutsche Oper Berlin).

## Auszeichnungen
- Stipendiat des Deutschen Akademischen Austauschdienstes, sowohl als Student (1990 Wiener Meisterkurse, Finalist) wie auch als Gastprofessor (2014 Indiana University Bloomington).
- 1994: „Bielefelder Operntaler“, zusammen mit Lukas Höfling[37]
- 1999: Finalist und Förderpreis der internationalen Furtwängler-Dirigierwerkstatt Mürzzuschlag/Österreich
- 2010: Nominierung in der Kategorie „bester Dirigent“ in NRW von der Kritiker-Umfrage „theater pur“
- 2014: Hänsel und Gretel am Teatro Comunale di Bolzano wurde vom Magazin OperaClick unter die 10 besten europäischen Opernproduktionen 2014 gewählt[38].
- 2017: Seine Zauberflöte an der Scottish Opera (Regie: Sir Thomas Allen) wurde vom britischen Guardian in die Top Ten der „Best Classical Music of 2012“ aufgenommen[39].

## Publikationen
- 2016 Zauberflöte – die unbekannte Bekannte. Freimaurerische Strukturen, Symbole und Musik in Mozarts letzter Oper. Salier Verlag, Leipzig 2016. ISBN 3-943539-61-X
- 2006 „Triumph des Dramas in der Oper“ – in: Programmheft zur Oper „Carmen“. Theater Dortmund, Spielzeit 2006/2007, S. 14/15
- 2007 „Tönendes Unterbewusstsein“ – in: Programmheft zur Oper „Goldener Hahn“. Theater Dortmund, Spielzeit 2006/2007, S. 6/7
- 2008 „Karajan – Musikweltmeister aller Klassen“ Radiofeature, DeutschlandRadio Berlin 31. Januar 2008
- 2013 „La nota sconosciuta“/„Die unbekannte Bekannte“ – in: Programmheft zur Oper „Hänsel und Gretel“. Teatro Comunale Bolzano, Spielzeit 2012/2013, S. 08–11[40]
- 2014 „Il grande teatro del mondo, una dichiarazone d’amore“/„Die Kunst des Welttheaters. Eine Liebeserklärung.“ – in: Programmheft zur Oper „Il Flauto magico/Die Zauberflöte“. Teatro Comunale Bolzano, Spielzeit 2013/2014, S. 12–15
- 2019 „Viel mehr als nur Begleiten. Belcanto aus der Sicht des Dirigenten“ Vortrag Belcanto-Symposion Deutsche Oper Berlin, 9. Feb. 2019[41]

- 2019 „Herausforderung Belcanto“ Radio-Produktion DLF Kultur, 1. Mai 2019, 14:05h -17:00h
- 2019 „Musik im Gespräch: Mozart und die Freimaurerei“. Radio-Produktion DLF Kultur, 3. Okt. 2019, 14:05h – 17:00h
- 2020 „Geistiger Austausch und Horizonterweiterung. Die ACCADEMIA an der Weimarer Musikhochschule“ - in: nmz - neue musikzeitung 7/2020, S. - ISSN 0944-8136[42]
- 2022 „Die Zukunft der Arbeitswelt, Künstliche Intelligenz und die Relevanz der Kreativität“ – in: ELEUSIS, Heft 3/2022, ORD AASR Berlin 2022
- 2022 „Johann Nepomuk Hummel - Musiker, Freimaurer, Mensch.“ Vortrag Hummel-Tage Weimar, 12. Nov. 2022

## Belege
1. ↑  klassik.com : Ekhart Wycik macht(e) Karriere bei Hochschule für Musik Franz Liszt. Abgerufen am 14. Januar 2023.
2. ↑  Hochschule für Musik FRANZ LISZT Weimar - Lehrende. Abgerufen am 14. Januar 2023.
3. ↑  OPERISSIMO. Abgerufen am 7. Oktober 2022.
4. ↑  Opernnetz - Zeitschrift fuer Musiktheater und Oper. Abgerufen am 5. Oktober 2022.
5. ↑  Opernnetz - Zeitschrift fuer Musiktheater und Oper. Abgerufen am 5. Oktober 2022.
6. ↑  Musenblätter - Das unabhängige Kulturmagazin. Abgerufen am 5. Oktober 2022.
7. ↑  Dortmund: Cavalleria rusticana - I pagliacci / Online Musik Magazin. Abgerufen am 5. Oktober 2022.
8. ↑  Der Freischütz - Musiktheater - Theater Dortmund. Abgerufen am 15. Oktober 2022 (deutsch).
9. ↑  ::Pinnacle Arts Management::. Abgerufen am 7. Oktober 2022.
10. ↑  http://cristinanassif.com/upload/westsidestory.pdf
11. ↑  OPERISSIMO. Abgerufen am 15. Oktober 2022.
12. ↑  Ulpiana Aliaj - Donna Anna - Aria 'Non mi dir, bell'idol mio'. Abgerufen am 5. Oktober 2022.
13. ↑  Rekuiem gjerman në Tiranë - News, Lajme - Vizion Plus. Abgerufen am 15. Oktober 2022 (albanisch).
14. ↑  정통 독일 도르트문트 국립극장 내한공연 오페라 [마술피리]. Abgerufen am 7. Oktober 2022 (koreanisch).
15. ↑  Opernnetz - Zeitschrift fuer Musiktheater und Oper. Abgerufen am 5. Oktober 2022.
16. ↑  The Magic Flute, Scottish Opera, The Scotsman. Abgerufen am 23. August 2023.
17. ↑  Bolzano - Teatro Comunale: Hänsel und Gretel. Abgerufen am 5. Oktober 2022 (italienisch).
18. ↑  Il “Flauto magico” raccoglie gli applausi dei mozartiani bolzanini - Bolzano. Abgerufen am 5. Oktober 2022 (italienisch).
19. ↑  You are being redirected... Archiviert vom Original (nicht mehr online verfügbar) am 5. Oktober 2022; abgerufen am 5. Oktober 2022.  Info: Der Archivlink wurde automatisch eingesetzt und noch nicht geprüft. Bitte prüfe Original- und Archivlink gemäß Anleitung und entferne dann diesen Hinweis.
20. ↑  https://www.operaamerica.org/media/irxnjr5n/fy2015-year-in-review.pdf
21. ↑  Sarasota Opera offers a dramatic and largely rewarding “Fidelio”. In: South Florida Classical Review. Abgerufen am 5. Oktober 2022.
22. ↑  Ekhart Wycik explains Fidelio. Abgerufen am 15. Oktober 2022.
23. ↑  „Mir ist so wunderbar“ from Beethoven’s Fidelio. Abgerufen am 15. Oktober 2022.
24. ↑  Ekhart Wycik. In: IMPULS. Abgerufen am 5. Oktober 2022.
25. ↑  Haydn-Orchester von Bozen und Trient, Ekhart Wycik Direktor Roberto Cominati Klavier. Abgerufen am 5. Oktober 2022.
26. ↑  La Haydn diretta da Wycik brinda a tempo di valzer - Cultura e Spettacoli. Abgerufen am 7. Oktober 2022 (italienisch).
27. ↑  Orchestra Haydn, Ekhart Wycik, Christina Pasaroiu e Saimir Pirgu. Abgerufen am 7. Oktober 2022 (italienisch).
28. ↑  saisoneröffnung beim göttinger symphonie orchester. Abgerufen am 5. Oktober 2022.
29. ↑  Hochschule für Musik Franz Liszt Weimar - News. Abgerufen am 5. Oktober 2022.
30. ↑  Dimitri Schostakowitsch: Sinfonie Nr. 5 op. 47 · Neue Philharmonie München · Ekhart Wycik. Abgerufen am 5. Oktober 2022.
31. ↑  Ekhart Wycik | Ineses Galantes Talanti.LV Ineses Galantes Fonds Latvia. Abgerufen am 7. Oktober 2022.
32. ↑  HfMT Köln: Biografie. Abgerufen am 5. Oktober 2022.
33. ↑  Peter Jacobi: Guest conductor reveals why he must come again and again. The Herald Times, Bloomington/USA, 28. Oktober 2011, abgerufen am 6. Oktober 2022 (englisch).
34. ↑  klassik.com : Ekhart Wycik macht(e) Karriere bei Hochschule für Musik Franz Liszt. Abgerufen am 5. Oktober 2022.
35. ↑  News | 19. Jan. 2017 | Ekhart Wycik ist neuer Professor für Dirigieren an der Hochschule für Musik Franz Liszt Weimar. Abgerufen am 5. Oktober 2022.
36. ↑  Geistiger Austausch und Horizonterweiterung | Ausgabe: 7/20 | nmz - neue musikzeitung. Abgerufen am 5. Oktober 2022.
37. ↑  Ex-Bielefelder lehrt in Weimar | Neue Westfälische. Abgerufen am 5. Oktober 2022.
38. ↑  News | 19. Jan. 2017 | Ekhart Wycik ist neuer Professor für Dirigieren an der Hochschule für Musik Franz Liszt Weimar. Abgerufen am 5. Oktober 2022.
39. ↑  News | 19. Jan. 2017 | Ekhart Wycik ist neuer Professor für Dirigieren an der Hochschule für Musik Franz Liszt Weimar. Abgerufen am 5. Oktober 2022.
40. ↑  Program Opera Hansel und Gretel by Fondazione Teatro Comunale Bolzano / Stiftung Stadttheater Bozen - Issuu. Abgerufen am 5. Oktober 2022 (englisch).
41. ↑  Deutsche Oper Berlin: Faszination Belcanto by Deutsche Oper Berlin - Issuu. Abgerufen am 7. Oktober 2022 (englisch).
42. ↑  Geistiger Austausch und Horizonterweiterung | Ausgabe: 7/20 | nmz - neue musikzeitung. Abgerufen am 5. Oktober 2022.

| Personendaten    | Personendaten      |
| ---------------- | ------------------ |
| NAME             | Wycik, Ekhart      |
| KURZBESCHREIBUNG | deutscher Dirigent |
| GEBURTSDATUM     | 12. April 1967     |
| GEBURTSORT       | Hagen/Westfalen    |